# Minato Yoshida (Fußballspieler, 1992)
Minato Yoshida (japanisch 吉田 実成都 Yoshida Minato; * 17. Februar 1992 in Konan) ist ein japanischer Fußballspieler.

## Karriere
Yoshida erlernte das Fußballspielen in der Schulmannschaft der Kusatsu Higashi High School und der Universitätsmannschaft der Osaka-Gakuin-Universität. Seinen ersten Vertrag unterschrieb er 2014 beim AC Nagano Parceiro. Der Verein spielte in der dritthöchsten Liga des Landes, der J3 League. Für den Verein absolvierte er vier Ligaspiele. Im August 2015 wechselte er zum Viertligisten MIO Biwako Shiga. 2017 wechselte er zu Lagend Shiga FC.